# Мечеть посёлка Отары
Мечеть посёлка Отары — мусульманский храм в Казани.

## Территориальное расположение
Мечеть находится в юго-западной части Казани, на территории Приволжского района, в центральной части посёлка Отары по адресу: ул. Калинина, 46Б.  

## Архитектура
Здание мечети представляет собой двухэтажное строение кубической формы из силикатного кирпича. Его отличает утилитарный стиль, почти лишённый фасадных архитектурных украшений. С лицевой стороны фасада в центральной части первого этажа расположен входной пристрой с треугольным фронтоном и двускатной крышей, стены которого обшиты серебристой металлической вагонкой. Над ним расположен балкон с металлическим ограждением. Остальную часть лицевого фасада занимают восемь окон с закруглённым верхом — по четыре окна на каждом этаже. Такое же расположение окон и на тыльной стороне фасада, к которой также пристроен небольшой хозяйственный блок.
Здание мечети имеет четырёхскатную крышу, в центре которой расположен двухъярусный минарет, увенчанный шатровой крышей, с металлическим ограждением на второй ярусе. Высота мечети с минаретом — 13 метров.
Внутреннее пространство мечети распределено следующим образом. На первом этаже расположены учебные классы, комната для омовения и служебная часть (комната имама), на втором этаже — молельный зал на 250 человек.

## История
Мечеть посёлка Отары построена на частные пожертвования. Её открытие состоялось летом 1996 года. Первым имамом был Габделахат Сабитов, в настоящее время имамом является Ахтям Зарипов.